# Valter Hugo Mãe
Valter Hugo Lemos, conegut literàriament com a Valter Hugo Mãe (Saurimo, Angola, 25 de setembre de 1971) és un escriptor, narrador, poeta, editor, artista plàstic, presentador de televisió i cantant portuguès.
Poeta i narrador, l'escriptor portuguès, que també s'ha dedicat a la música i les arts visuals, té més d'una trentena de títols publicats, entre novel·les, poesia i literatura infantil, i ha estat guardonat amb el Premi de poesia Almeida Garrett (1999), el Premi Literari José Saramago (2007) i el Premi Oceanos (2012), entre d'altres.
Nascut a la ciutat angolesa abans anomenada Henrique de Carvalho, i actualment Saurimo, va passar la seva infància a Paços de Ferreira i el 1980 es va traslladar a Vila do Conde, on establí la seva residència. Es va llicenciar en Dret i va fer un postgrau en literatura portuguesa moderna i contemporània a la Facultat de Lletres de la Universitat de Porto.
El 1999 va cofundar, juntament amb Jorge Reis-Sá, Quasi Ediçoes, editora en què va publicar obres de Mário Soares, Caetano Veloso, Adriana Calcanhotto, Manoel de Barros, António Ramos Rosa, Cruzeiro Seixas, Ferreira Gullar, Adolfo Luxúria Canibal i molts altres.
La seva obra ha estat traduïda a molts idiomes i mereix una recepció de prestigi a països com Brasil, Alemanya, Espanya, França o Croàcia. Entre les seves publicacions destaquen les novel·les
Homens imprudentemente poéticos, A desumanização, O filho de mil homens, A máquina de fazer espanhóis (Gran Premi Portugal Telecom Millor Llibre de l'Any i Premi Portugal Telecom Millor Novel·la de l'Any), O apocalipse dos trabalhadores, O remorso de baltazar serapião (Premi Literari José Saramago) i O nosso reino. També ha escrit llibres per a totes les edats, entre els quals Contos de cães e maus lobos, O paraíso são os outros, As mais belas coisas do mundo i O rosto. La seva poesia es troba reunida al volum Publicação da mortalidade. Ha publicat la crónica Autobiografia Imaginária en el Jornal de Letras.